# 科多涅
科多涅（義大利語：Codogné），是意大利威尼托大区特雷维索省的一个市镇。总面积21平方公里，人口5356人，人口密度255.0人/平方公里（2009年）。国家统计（ISTAT）代码为026019。